# Permanent Residence
Pour plus de détails, voir Fiche technique et Distribution.
Permanent Residence (永久居留, Yong jiu ju liu) est un film hongkongais réalisé par Scud, sorti en 2009. Le film est semi-autobiographique.

## Synopsis
Un jeune homme est un amoureux de son meilleur ami hétérosexuel.

## Fiche technique
- Titre : Permanent Residence
- Titre original : 永久居留 (Yong jiu ju liu)
- Réalisation : Scud
- Scénario : Scud
- Musique : Teddy Robin Kwan
- Photographie : Herman Yau
- Montage : Leung Kwok-wing
- Production : Scud
- Société de production : Artwalker
- Pays :  Hong Kong
- Genre : Drame et romance
- Durée : 115 minutes
- Date de sortie : 
  - Hong Kong : 23 avril 2009

## Distribution
- Sean Li : Ivan
- Osman Hung : Windson
- Jackie Chow : Josh
- Lau Yu-hong : Nam
- Wei Zi-li  : Ivan enfant
- Hau Woon-ling : la grand-mère
- Chung Yui-yu : la tante
- Luk Hoi-kai : l'oncle
- Jonathan Yat-sing Lee : Ivan adolescent
- Toby Wong : Nam enfant
- Amy Chan : la mère d'Ivan
- Eva Lo : Eva

## Distinctions
Le film a reçu le Chinese Film Media Award du meilleur espoir pour Sean Li.